# أحمد ذياب
أحمد ذياب، طبيب وأستاذ طب ومؤرخ ولغوي تونسي ولد في 14 فبراير/شباط 1946 في مدينة صفاقس التي تعد ثاني أكبر المدن التونسية بعد تونس العاصمة وتبعد عنها 270 كلم إلى الجنوب الشرقي. ويعتبر الدكتور أحمد ذياب من دعاة تعريب تعليم الطب مبتدئا في ذلك بـعلم التشريح وعرف أيضا بكونه أحد أعلام التعريب على صعيد الوطن العربي.

## جذوره وتكوينه
ينحدر الدكتور أحمد ذياب من أبوين تونسيين وهما من أصيلي مدينة صفاقس، بدأ الدراسة في مدرسة قرآنية حيث حفظ القرآن مثل أغلبية أطفال جيله، ثم التحق بالمدرسة الابتدائية في ضاحية «ساقية الدائر» وهي من ضواحي صفاقس، حيث تلقى تعليما باللغتين: العربية والفرنسية. ومنها إلى المعهد الثانويّ حيث كان للغة الفرنسية النصيب الأوفر من مواد التعليم ولم تكن اللغة العربية الأمّ تُدرّس إلاّ ساعتي اللغة العربية وساعة التربية الإسلامية. وبعد نيله شهادة البكالوريا (شهادة انتهاء الدروس الثانوية)، انتقل إلى باريس لدراسة الطبّ حيث نال مناظرة الطب الداخلي لمستشفيات فرنسا، ثم نال الاختصاص في التشريح والاختصاص في الجراحة وتقويم الأعضاء متوجا ذلك بنيل دكتوراه في البيولوجيا البشرية.

## الطبيب الأستاذ
في نهايات الستينات مارس الدكتور أحمد ذياب الجراحة بمستشفيات فرنسا على مدى ست سنوات كما درّس بجامعة باريس لمدة عامين متتاليين. ثم عاد إلى تونس سنة 1974، مع إنشاء كلية الطب بصفاقس وكان أول تونسي يلقي بمدرّجاتها محاضرة.
وفي تونس أصبح د.أحمد ذياب أستاذا مساعدا عام 1975، ثم أستاذا محاضرا سنة 1977، وفي سنة 1982 نال درجة الأستاذية في الطب.
درّس د.أحمد ذياب في تونس علمي التشريح والجراحة ليس باللغة العربية وإنما باللغة الفرنسية كما هو جاري به العمل قبل وبعد استقلال تونس عن فرنسا سنة 1956. غير أن الطلبة التونسيين لم يكونوا ليستوعبوا دروس التشريح والجراحة إلاّ عبر ترجمتها ونقلها إلى اللغة الأمّ، أي العربية.
لهذا وبداية من الثمانينات بدأ د.أحمد ذياب بالتعمّق في اللغة العربية، باحثا ومنقّبا في الزاد اللغوي الوفير والمتروك، ومن ثم انتقل إلى تدريس علم التشريح باللغة العربية لثلاث سنوات متتالية 1984/1985 و1985/1986 و1986/1987. إلا أن التجربة هذه بقيت يتيمة دون أن تتبعها محاولات أخرى في المواد الأخرى غير علم التشريح وقد توقفت بالرغم من نجاحها الموثّق عبر استفتاءات علمية.

## اختصاصاته
- الاختصاص في الجراحة وتقويم الأعضاء
- الاختصاص في التشريح باريس
- الاختصاص في الجراحة المجهرية باريس
- الاختصاص في الطب الرياضي باريس

## درجاته العلمية والمهنية
- أستاذ مساعد بكلية الطب بباريس سابقا
- أستاذ محاضر بكلية الطب بمدينة صفاقس التونسية
- أستاذ في الترجمة العلمية بكلية الآداب والعلوم الإنسانية في تونس
- دكتوراه في البيولوجيا البشرية (التشريح والأنثروبولوجيا) من باريس
- درجة الأستاذية في الطب من تونس

## مؤلفاته وترجماته ومراجعاته
- 1) كتاب تشريح الصفائح الفقرية، 180 ص، بالفرنسية، باريس 1974 (Lames vertébrales Paris 1974)
- 2) كتاب نموّ الطفل التونسي، 1982، لنيل الدكتوراه في البيولوجيا البشرية، باريس، 1982 (Croissance de L'enfant tunisien, Paris 1982)
- 3) كتاب زرع العضلة الرشيقة في الجراحة المجهرية، باريس، 1982 (Transplantation du muscle gracilis . Paris 1982)
- 4) كتاب وثي الفقرات العنقية، (ENTORSES DU RACHIS CERVICAL) عبْرَ 69 حالة، باريس، 1982
- 5) علم التشريح، متعدد اللغات عربية وفرنسية وإنكليزية، جزء الطرف العلوي، باريس، 1985 (نفذ تماما حال صدوره بفرنسا سنة 1985)
- 6_20) علم التشريح، متعدد اللغات عربية وفرنسية قديمة وحديثة وإنكليزية ولاتينية في أربعة عشر جزء.[1]
- 21) تعريب العلوم بين النظرية والتجربة الميدانية، مع ثلة من الأساتذة: محمد العروسي المطوي، سليم عمار، عبد السلام مسدي، محمد مقنم، عبد اللطيف فراتي، عبد اللطيف خماخم، حمودة بن سلامة، إبراهيم بن مراد. تونس 1986 [2]
- 22) أدوات الحضارة، في لغات ثلاث عربية وفرنسية وإنكليزية، [3] OUTILS DE LA CIVILISATION/TOOLS OF CIVILIZATION
- 23) آلام الظهر، باللغة العربية
- 24) التشريح السريري (ترجمة ومراجعة، لصالح منظمة «أكمل») [4]
- 25) الإنسان والأداة، L’homme et l’outil. باللغتين العربية والفرنسية [5]
- 26) المعجم الطبي فرنسي عربي، [6] ، Dictionnaire français-arabe
- 27) المعجم الطبي إنكليزي-عربي وعربي-إنكليزي. قدم له الناشر الدكتور عبد الله القاضي.
- 29) المعجم النفيس ثلاثي اللغات عربي-فرنسي-إنكليزي،[7]
- 30) الشهادة الطبية، مع أنور الجراية وسمير معتوق [8]
- 31) معجم العظام عربي-إنكليزي (مراجعة لصالح منظمة «أكمل» بالكويت)
- 32) مراجعة كتاب التشريح لفريق عمل عراقي (مكتب تنسيق التعريب بـالرباط)
- 33) مساهمة في المعجم ثلاثي اللغات عربي-إنكليزي-فرنسي لمنظمة الصحة العالمية.
- 34) ترجمة كتاب مغامرة الكائن الحي (بطلب من المنظمة العربية للترجمة لبنان)
- 35) آلام الظهر MAL DU DOS باللغتين.العربية والفرنسية. وطبع ثلاث طبعات 1990، 1995، 2003 [9]
- 36) مقدم لكتاب الألم بقلم فاطمة حداد – رفيقة منتصري، تونس 2006
- 37) مقدمة لكتاب تحقيق شرح التشريح لـابن سينا بقلم عمر الشاذلي 2006 تونس
- 38) مراجعة ترجمة كتاب الإنسان المتعايش بقلم جوال دي روزناي، والترجمة أنجزها الهادي ثابي
- 39) ترجمة: رسائل إلى ولدي LETTRES A MON FILS منشور بتونس سنة 2009
- 40) قرص ليزري: المعجم ثلاثي اللغات فرنسي-عربي-إنكليزي منشور سنة 2005
- 41) قرص ليزري: التشريح في خمس لغات (عربي-فرنسي قديم-فرنسي حديث-إنكليزي-لاتيني) مع 1671 صورة منشور سنة 2005
- 42) دليل الطالب في أمراض العظام والكسور (ترجمة من الإنكليزية) نشر وتوزيع مركز تعريب العلوم الصحية بـالكويت 2007 [10]
- 43 معجم التشريح عربي إنكليزي، مع الأستاذين محمد هيثم الخياط (سوريا) ومحمد توفيق الرخاوي (مصر) منشورات منظمة الصحة العالمية [11]
- 44) المعجم الطبي ثلاثي اللغات مع فريق لمنظمة الصحة العالمية منشور بمبادرة من منظمة الصحة العالمية سنة 2010
- 45) ترجمة كتاب قصة غامضة لخلايا مجنونة Sombre histoire de cellules folles منشور بتونس سنة 2009

## تحت الإعداد والطبع
- 46) مراجع لكتاب التشريح إنكليزي عربي لفريق عمل من جامعة الموصل بـالعراق
- 74) كتاب التشريح برسوم 1671 رسمة
- 48) معجم للمصطلحات الطبية
- 49) أنسيكلوبيديا للطب
- 50) كتاب التشريح المفسر، مجمع اللغة العربية في ليبيا
- 51) معجم التأهيل والعظام [12]، BONE AND JOINT DICTIONRY
- 52) جراحة العظام ORTHOPAEDIC SURGERY ترجمة.[13]
- 53) الحياة مغامرة L'AVENTURE DU VIVANT تمت ترجمة هذا الكتاب بطلب من المنظمة العربية للترجمة بـبيروت (لبنان).[14]
- 54) المعجم الطبي فرنسي عربي إنكليزي MEDICAL DICTIONARY DICTIONNAIRE MEDICAL بتنسيق مع منظمة الصحة العالمية.[15]

## مقالاته ومحاضراته
- ـ مقالات طبية وعددها 86 مقالا منشورة بالمجلات الطبية والعلمية
- ـ محاضرات علمية في التعريب وتاريخ الطب ومحاضرات علمية في ميدان جراحة العظام

## مساهماته في الندوات
ساهم الأستاذ أحمد ذياب في أغلب ندوات التعريب في الخمس عشرة سنة الأخيرة وترأس شخصيا ندوتين الأولى وهي ندوة تعريب العلوم التي انعقدت بصفاقس عام 1986 والتي نتج عنها كتاب التعريب بين النظرية والتجربة الميدانية والثانية عام 1987 وعنوانها التكوين الصحي في العالم العربي والتي حضرها الدكتور حسين عبد الرزاق الجزائري، المدير الإقليمي لمنظمة الصحة العالمية، وكانت تصبّ في نفس السياق المدافع عن استعمال اللغة العربية في الطب.
كما أشرف على عدة ندوات علمية في:
- تعريب الطب منذ 1986
- تاريخ الطب سنة 1987
- لغة العلوم 1998

## أنشطته في المجتمع المدني
الأستاذ الدكتور أحمد ذياب هو عضو في:
- مجمع اللغة العربية ليبيا
- المجمع التونسي للعلوم والآداب والفنون:بيت الحكمة (تونس)
- منظمة الصحة العالمية شبكة أحسن لتعريب الطب
- الجمعية التونسية للجراحة وتقويم الأعضاء
- الجمعية المغاربية للجراحة وتقويم الأعضاء
- الجمعية الفرنسية للجراحة وتقويم الأعضاء
- الجمعية الدولية للجراحة وتقويم الأعضاء
- الجمعية الدولية لتاريخ الطب
- اتحاد الأطباء العرب
- هيئة تحرير مجلة تعريب الطب بالكويت
- جمعية الدفاع عن اللغة العربية (كعضو مؤسس) وحاليا أمينها العام
- الجمعية التونسية لتاريخ الطب والصيدلة (كعضو مؤسس ثم رئيس سابق) وحاليا أمينها العام

وهو أيضا:
- - رئيس الجمعية التونسية لتاريخ الطب والصيدلة
- - مراسل متعاون مع المؤسسات التالية:

- منظمة الصحة العالمية
- مكتب تنسيق التعريب بالرباط
- مركز تعريب العلوم الصحية بالكويت
- المنظمة العربية للترجمة لبنان

- - المنسق العلمي للمتحف الوطني للطب
- - مصنف أدوات المتحف الوطني للطب وصانع أدوات الجراحة العربية الإسلامية وعددها 450 أداة [16]

## جوائز تكريمه
تحصل الأستاذ أحمد ذياب على عدة جوائز وأيضا على وسامين ومنهما:
وسام الاستحقاق الثقافي، تونس

## وصلات خارجية
- موقع المعجم الطبي فرنسي-عربي (بالفرنسية)(بالعربية)
- موقع «دليل الطب والصحة» الجزائري(بالفرنسية)
- موقع "نصوص الشبكة"، ملف باللغة الفرنسية وبقالب pdf تحت عنوان "المعاجم النفسية المعاصرة: دراسة كمية ودراسة مقارنة(بالفرنسية)